# Sistema de controle de tempo nos jogos eletrônicos
Em jogos eletrônicos e outros jogos, a passagem do tempo deve ser lidada de uma maneira que seja justa e fácil de entender. Isso é normalmente feito em dois modos: tempo real, e baseado em turnos.

## Tempo real
Nos jogos em tempo real, o tempo no jogo progride continuamente de acordo com o relógio do jogo. Os jogadores realizam ações simultaneamente, em oposição a turnos ou unidades sequenciais. Os jogadores devem realizar as ações considerando que seus oponentes estão trabalhando ativamente contra eles em tempo real e podem agir a qualquer momento. Isso introduz considerações de gestão de tempo e outros desafios (como coordenação física).
A jogabilidade em tempo real é a forma dominante de controle de tempo nos jogos de simulação, e em grande parte superam os sistemas baseados em turnos em outros gêneros também (por exemplo, estratégia em tempo real). Tempo é um fator importante na maioria dos esportes; e muitos, como futebol e basquete, são praticamente totalmente simultâneos por natureza, retendo apenas uma limitada noção de turnos em instâncias específicas, como um tiro livre no futebol e lance livre no basquete. Nos jogos de carta Nertz e Ligretto, jogadores devem competir para descartar suas cartas o mais rápido possível e não usam turnos.
Embora o tempo de jogo nos jogos eletrônicos sejam de fato subdivididos em unidades discretas por causa da natureza sequencial da computação, esses intervalos ou unidades são tipicamente tão pequenos que são imperceptíveis para o jogador.

## Baseado em turno
Nos jogos baseados em turnos, o fluxo de jogo é dividido em partes bem definidas e visíveis, chamadas turnos. É permitido ao jogador um período de tempo para analise antes de realizar uma ação, assegurando a separação entre o fluxo de jogo e o processo de pensamento, que por sua vez presumivelmente leva a melhores escolhas. Uma vez que todos os jogadores tenham realizado seu turno, essa rodada de jogo está terminada, e qualquer processo especial é realizado. A isso se segue uma nova rodada de jogo. Em jogos em que a unidade de fluxo de jogo é o tempo, os turnos podem representar coisas como anos, meses, semanas, ou dias.